# Charles Mungoshi
Charles Lovemore Mungoshi (ur. 2 grudnia 1947 w Manyene, zm. 16 lutego 2019 w Harare) – jeden z najwybitniejszych pisarzy Zimbabwe tworzący w języku angielskim i shona. Wielokrotnie nagradzany powieściopisarz, autor opowiadań, poeta, scenarzysta, dramaturg, redaktor, wydawca i tłumacz.   

## Życiorys
Charles urodził się w Manyene, niedaleko Chivhu w Rodezji (dzisiejsze Zimbabwe). Był synem Tongayi Davidsona i Phoebe Masoka Mungoshi. Miał siedmioro rodzeństwa. W 1959 r. rozpoczął naukę w Daramombe Secondary School, następnie kontynuował naukę w St. Augustine's Mission School w Penhalonga. W 1966 ukończył University of Cambridge. Już w szkole podstawowej zaczął pisać wiersze i opowiadania. W czasie nauki w średniej szkole opowiadanie The Love Story zostało opublikowane w szkolnej gazetce. W latach 1967–1969 był asystentem naukowym w Rhodesian Forestry Commission w Forest Research Station w Penhalonga. W latach 1969–1974 pracował w księgarni Textbook Sales w Harare. W 1970 r. wydał pierwszą powieść w języku shona Makunun'unu Maodzamoyo.  W 1972 r. wydał w Kenii zbiór opowiadań w języku angielskim Coming of the Dry Season, ponieważ wydawnictwa w Rodezji nie chciały publikować  książek w języku angielskim napisanych przez czarnoskórych. Od 1974 r. do 1978 r. książka była zakazana przez Censorship Board w Rodezji. Ówczesny reżim kolonialny uznał, że nawołuje do nienawiści i może zaszkodzić stosunkom między białą i czarną częścią społeczeństwa. W latach 1975–1981 r. pracował jako redaktor w Literature Bureau. W 1981 r., rok po uzyskaniu niepodległości Zimbabwe, Mungoshi był współzałożycielem Zimbabwe Publishing House, pierwszego dużego koncernu wydawniczego w kraju. W tym samym roku wydawnictwo jako pierwsze opublikowało jego dwie powieści w języku angielskim Coming of the Dry Season i Waiting For the Rain. W prasie wydawnictwa Mungoshi prezentował i promował pisarzy z Zimbabwe, m.in.: Chenjerai Hove, Kristinę Rungano, Freedom T.V. Nyamubayę, Berthę Msora i Titusa Moetsabiego. W 1983 r., razem z wydawcą Hansem Zellem i dziennikarzami Davidem Martinem i Phyllisem Johnsonem, Mungoshi był organizatorem Zimbabwe International Book Fair.  
W latach 1985–1987 był pisarzem rezydentem na University of Zimbabwe. Po odbyciu rezydentury wrócił do Zimbabwe Publishing House jako dyrektor i redaktor kreatywny. Mungoshi zagrał także w kilku filmach i teledyskach. W 1989 r. Mungoshi opublikował Stories From A Shona Childhood, które uznano za jedną ze stu najlepszych książek afrykańskich XX wieku. W 1990 r. był pisarzem rezydentem na University of Florida. W 1991 r. książka Coming of the Dry Season  znalazła się na liście lektur obowiązkowych w szkołach średnich. 
Dwukrotnie otrzymał nagrodę Commonwealth Writers Prize w regionie Afryki w latach 1988 r. i 1998 r. za dwa zbiory opowiadań: The Setting Sun and the Rolling World (1987) oraz Walking Still (1997). Za dwie powieści, Waiting for the Rain (1975) i Ndiko kupindana kwa mazuva (1975), otrzymał International PEN awards. W 1992 r. otrzymał nagrodę Noma Award for African Writing za One Day Long Ago: More Stories from a Shona Childhood (1991). 

## Życie prywatne
12 czerwca 1976 r. poślubił Jesesi Jaboom, aktorkę i producentkę filmową. Mieli pięcioro dzieci: Farai, Grahama, Nyasha, Charlesa i Tsitsi.

## Wybrane dzieła
Wybrane publikacje:
- 1970: Makunun'unu Maodzamoyo
- 1972: Coming of the Dry Season
- 1975: Ndiko Kupindana Kwemazuva
- 1975: Waiting For the Rain
- 1980: Inongova Njakenjake
- 1980: Some Kind of Wounds and Other Short Stories
- 1981: The Milkman Doesn't Only Deliver Milk
- 1983: Kunyarara Hakusi Kutaura
- 1987: The Setting Sun and The Rolling World
- 1989: Stories From A Shona Childhood
- 1991: One Day Long Ago: More Stories from a Shona Childhood
- 1995: The Axe
- 1995: Gwatakwata
- 1997: Walking Still
- 1998: The Milkman Doesn't Only Deliver Milk
- 2013: Branching Streams Flow in the Dark